# 디오스 (영화)
《디오스》(스페인어: Sin Noticias De Dios, 영어: No News From God)는 멕시코에서 제작된 어거스틴 디아즈 야네스 감독의 2001년 코미디, 판타지, 범죄 영화이다. 빅토리아 아브릴와 페넬로페 크루즈이 주연으로 출연하였고 에두아르도 캄포이 등이 제작에 참여하였다.

## 출연

### 주연
- 빅토리아 아브릴 - 룰라
- 페넬로페 크루즈 - 카르멘

### 조연
- 데미안 비쉬어 - 마니
- 화니 아르당 - 마리아
- 후안 에차노브 - 지점장
- 가엘 가르시아 베르날 - 잭
- 에밀리오 구티에레즈 카바 - 서장
- 젬마 존스 - 낸시
- 피터 맥도날드 - 헨리
- 하비에르 바르뎀 - 토니
- 앨리시아 산체스 - 직원
- 루이스 토사르 - 경찰
- 크리스티나 마르코스 - 경찰

## 제작진
- Line PD: 파로마 몰리나
- 공동제작: 티에리 포트
- 공동제작: 안드레아 오치핀티
- 미술: 하비에르 페르난데즈
- 의상: 소니아 그랜드
- Ass-PD: 마리엘라 베수이에브스키
- Ass-PD: 메르세데스 가메로
- Ass-PD: 조시 마누엘 로렌조
- Ass-PD: 페르난도 마틴 샌즈
- Ass-PD: 타데오 빌라바 히조

## 한국판 성우진(SBS)
- 강희선 - 카르멘(페넬로페 크루즈)
- 최문자 - 룰라(빅토리아 아브릴)
- 신성호 - 마니(데미안 비셔)
- 정재헌 - 잭(가엘 가르시아 베르날)
- 황윤걸 - 헨리(피터 맥도날드)
- 김순영 - 마리아(화니 아르당)
- 박상일 - 서장(에밀리오 구띠에레스 까바)
- 송준석 - 토니(하비에르 바르뎀)
- 임성표 - 지점장(후안 에차노브)
- 송연희 - 직원(알리시아 산체스)
- 한수경 - 낸시(젬마 존스)
- 김옥경 - 경찰(크리스티나 마르코스)
- 김관진 - 경찰(루이스 토사르)